# José Vicente Balseca
José Vicente Balseca (Guayaquil, Provincia del Guayas, Ecuador, 18 de julio de 1933-Nueva York, Estados Unidos, 15 de septiembre de 2019) más conocido como "El Loco" Balseca, fue un exfutbolista ecuatoriano. Jugaba de puntero derecho y su primer equipo fue Emelec.

## Trayectoria
José Vicente Balseca, apodado como El Loco, es el mejor puntero derecho de toda la historia del fútbol ecuatoriano. Era hábil, veloz, encarador y debido a sus maniobras con el balón fue apodado de esa manera.
En 1951 se incorporó al Emelec, donde haría toda su carrera. En sus primeros años jugaba de centrodelantero, pero después lo haría de puntero derecho, que es el puesto donde se consagraría definitivamente. Debutó ese mismo año ante Río Guayas, reemplazando a Luis Masarotto. Fue parte del Ballet Azul en la década del 60, ganando el primer Campeonato Ecuatoriano de fútbol en 1957 y luego en 1961 y 1965, además de algunos torneos locales.
Su último partido vistiendo la camiseta de Emelec fue en 1965, en un torneo internacional con Peñarol, Nacional, Deportivo Municipal, Wilstermann y Nueve de Octubre. Ese año se retiró como profesional, aunque después, en 1968, viajó a los Estados Unidos para jugar en los Miami Toros y después en New York Ledys.
Fue parte de la Selección Ecuatoriana durante 10 años (1953-1963). También reforzó a Barcelona en Copas Libertadores y partidos internacionales desde 1952 a 1958.

## Selección nacional
Ha sido internacional con la Selección de fútbol de Ecuador en 24 ocasiones. Su debut fue el 4 de marzo de 1953 en el Campeonato Sudamericano y su único tanto lo hizo ante Paraguay en el Campeonato Sudamericano Extraordinario.

### Participaciones en Campeonato Sudamericano
| Campeonato Sudamericano      | Sede    | Resultado     |
| ---------------------------- | ------- | ------------- |
| Campeonato Sudamericano 1953 | Perú    | Octavo lugar  |
| Campeonato Sudamericano 1955 | Chile   | Sexto lugar   |
| Campeonato Sudamericano 1957 | Perú    | Séptimo lugar |
| Campeonato Sudamericano 1959 | Ecuador | Cuarto lugar  |
| Campeonato Sudamericano 1963 | Bolivia | Sexto lugar   |

## Clubes
| Club   | País    | Año       |
| ------ | ------- | --------- |
| Emelec | Ecuador | 1951-1965 |

## Palmarés
| Título                  | Club   | País    | Año  |
| ----------------------- | ------ | ------- | ---- |
| Campeonato de Guayaquil | Emelec | Ecuador | 1956 |
| Campeonato de Guayaquil | Emelec | Ecuador | 1957 |
| Serie A de Ecuador      | Emelec | Ecuador | 1957 |
| Serie A de Ecuador      | Emelec | Ecuador | 1961 |
| Campeonato de Guayaquil | Emelec | Ecuador | 1962 |
| Campeonato de Guayaquil | Emelec | Ecuador | 1964 |
| Serie A de Ecuador      | Emelec | Ecuador | 1965 |